# Pelle Åberg
Per-Axel (Pelle) Åberg, född 21 april 1909 i Stockholm, död 21 april 1964 i Stockholm, var en svensk målare.

## Biografi
Pelle Åberg var son till bildkonstnären Axel Wilhelm Åberg och Hildur Lindström och från 1935 gift med Aina Gerda Linnéa Nordin. Han var sonson till teaterdekorationsmålaren Wilhelm Åberg.
Åberg fick sin grundläggande konstutbildning av sin far och arbetade tillsammans med honom i 12 år som dekorationsmålare. Samtidigt studerade han vid Tekniska skolan i Stockholm 1927–1929 och under studieresor till Italien, Frankrike, England och Spanien. Han tilldelades ett studiestipendium från Stockholms stad 1964. 
Åberg tillhörde från gruppens bildande 1938 sammanslutningen De Unga och medverkade i ett flertal av gruppens utställningar samt i samlingsutställningar arrangerade av Sveriges allmänna konstförening. Separat ställde han ut ett flertal gånger på De Ungas salong och Konstnärshuset i Stockholm samt i ett stort antal landsortsstäder. Tillsammans med Olle Nordberg ställde han ut på Lorensbergs konstsalong och tillsammans med Sven-Olof Rosén och Tore Wideryd i Ronneby samt tillsammans med Bengt Ellis och Björn Hallström i Ljusdal. 
Bland hans offentliga arbeten märks dekorativa målningar för Konstnärshusets restaurang i Stockholm, Eskilstuna läroverk, Sommarrestaurangen på Karlstads stadshotell, Blekinge flygflottilj, Enångers kyrka, Öjeby kyrka och biografen Vinterpalatset, Norra Bantorget i Stockholm. Han var under tre års tid dekormålare vid Södra teatern och fem år vid Scalateatern.
Hans konst består av människoskildringar, clowner, skildringar från Stockholmslivet med folktyper från Klarakvarteren. 
Åberg är representerad vid Prins Eugens Waldemarsudde, Moderna museet i Stockholm, Jönköpings museum, Norrköpings Konstmuseum, Östergötlands museum, Stockholms stadsmuseum, Ateneum i Helsingfors.
Pelle Åberg är begravd på Norra begravningsplatsen.

## Teater

### Scenografi
| År   | Produktion                | Upphovsmän                  | Regi         | Teater       |
| ---- | ------------------------- | --------------------------- | ------------ | ------------ |
| 1950 | Komik på liten gata, revy | Nils Perne och Sven Paddock | Sven Paddock | Scalateatern |
| 1951 | Vi valsar igen, revy      | Nils Perne och Sven Paddock | Sven Paddock | Scalateatern |